# Engenharia de energia

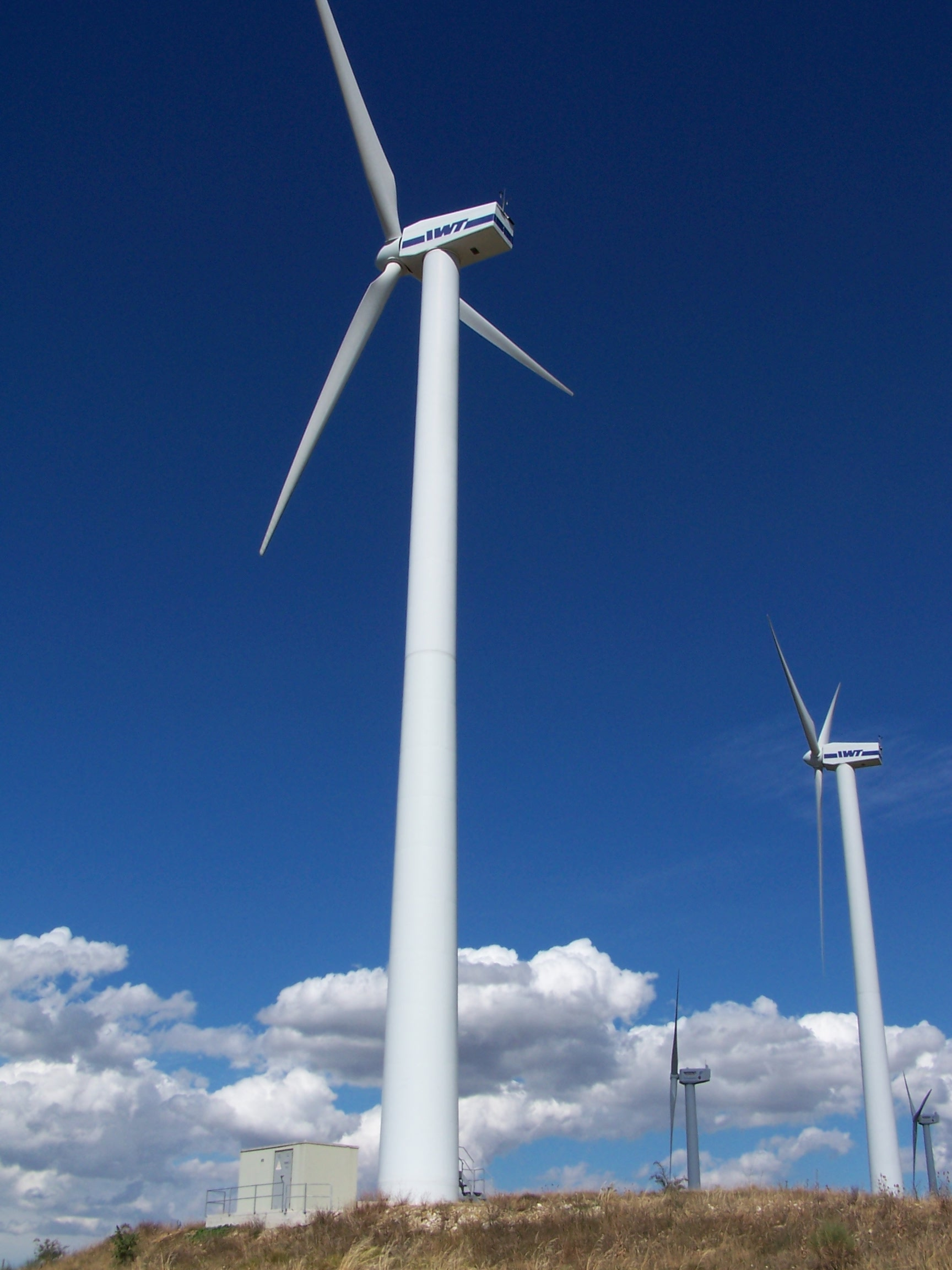
O engenheiro de energia lida principalmente com as energias renováveis.

A Engenharia de Energia é o ramo da engenharia que visa otimizar o aproveitamento das formas primárias de energia. O engenheiro de energia planeja, analisa, desenvolve e otimiza sistemas de geração, transporte, transmissão, distribuição e utilização da energia. O engenheiro de energia lida com todas as formas de energia que compõem a matriz energética, seja ela renovável ou não. 

## Visão geral
Com duração média de cinco anos, o tronco básico do curso é estruturado  com as disciplinas de matemática, física, informática e química. Na parte específica, o curso aborda as áreas como engenharia térmica  (termodinâmica, transferência de calor, trabalho mecânico), combustão e combustíveis, eletricidade (conversão e distribuição), conversão energética da biomassa em combustíveis/produtos sólidos (ex: carvão vegetal, peletes e briquetes), líquidos (ex: etanol e biodiesel) e gasosos (ex: biogás e gás de síntese), potenciais hidráulicos, energia eólica e solar (térmica e fotovoltaica), energia nuclear (engenharia de reatores) e novas tecnologias (células de combustível, geotérmica, oceânica, etc.). Esses temas estão concentrados em matérias que definem como conversão/geração, distribuição, monitoramento e uso final da energia levando em conta aspectos ambientais, sociais e econômicos. Sendo também estudadas as legislações e as normas que regulam o setor, bem como da engenharia no sistema CREA/CONFEA.
A Energia foi, é e sempre será um assunto chave para a humanidade. O desenvolvimento de um país está diretamente ligado à disponibilidade de energia abundante e barata, em suas diversas formas. Este curso tem por objetivo apresentar aos  estudantes os princípios para que eles possam compreender a questão energética e sua interligação com o setor econômico, permitindo-lhes avaliar e participar do desenvolvimento das diversas alternativas, em termos de produção e distribuição. O que faz com que a área envolva conhecimentos de engenharia, de planejamento e de economia.

## Linha do tempo

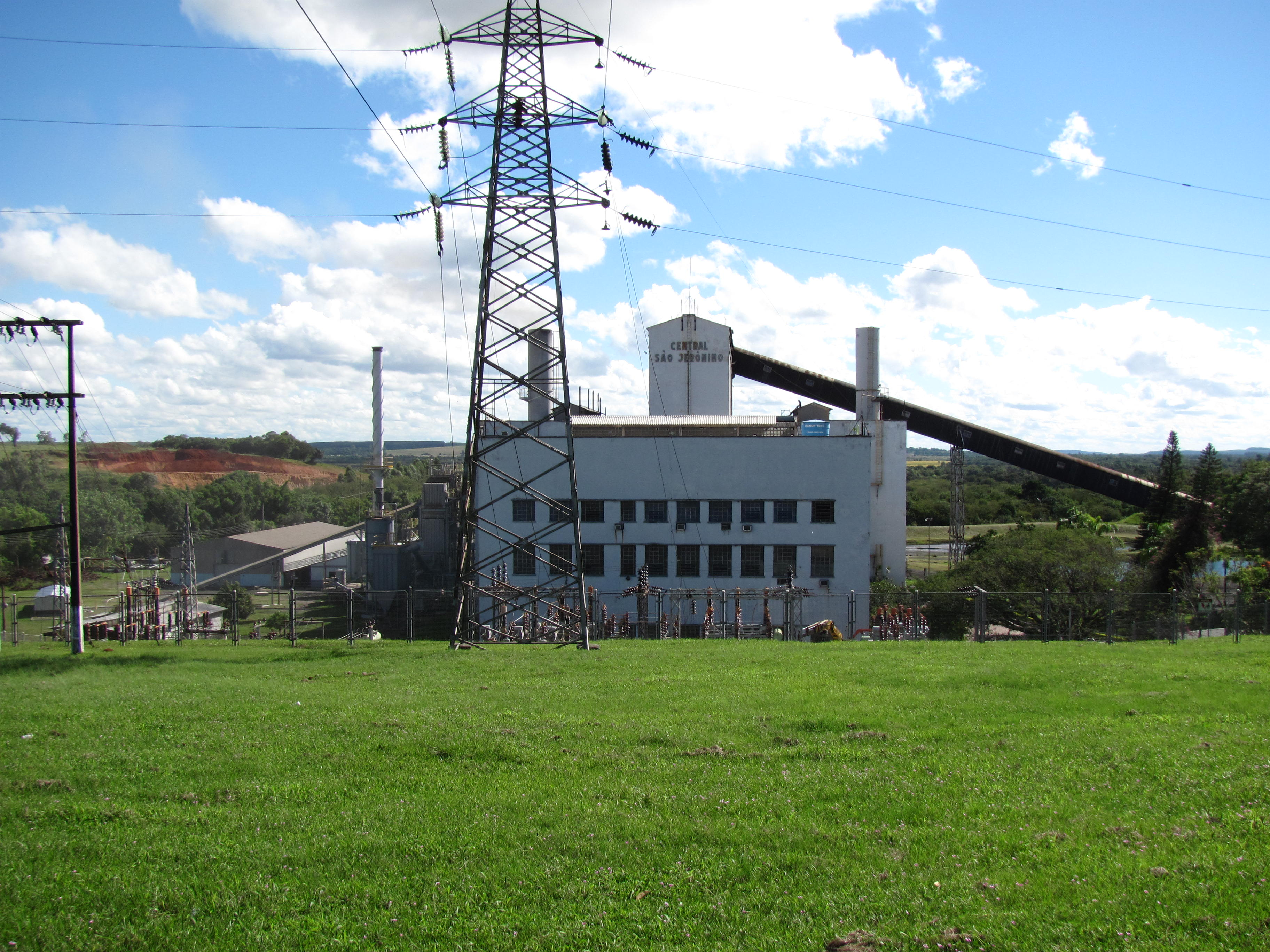
Termoelétricas.

1999 - É fundado na UNIFEI o mestrado em Engenharia de Energia.

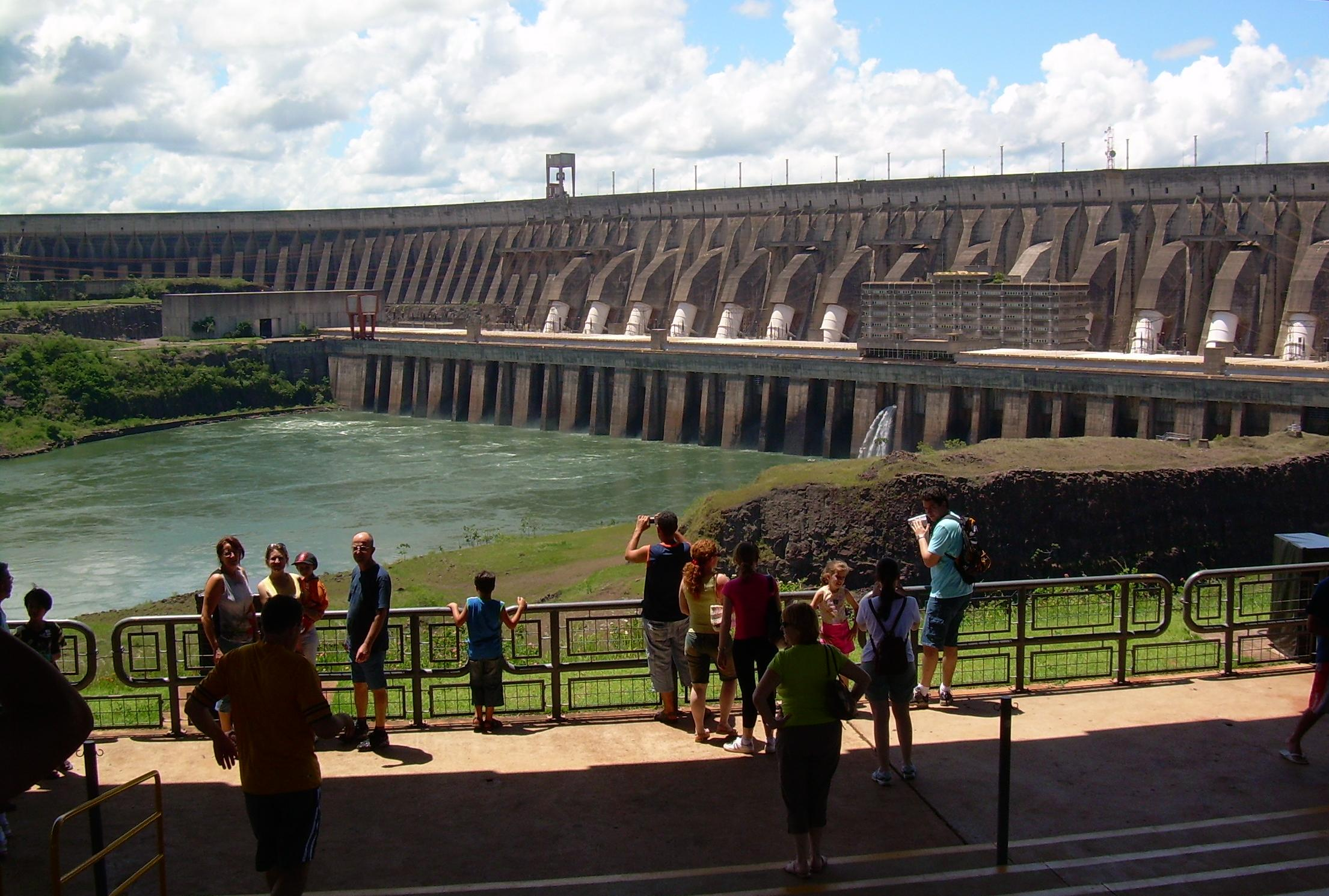
Hidroelétrica de Itaipú.

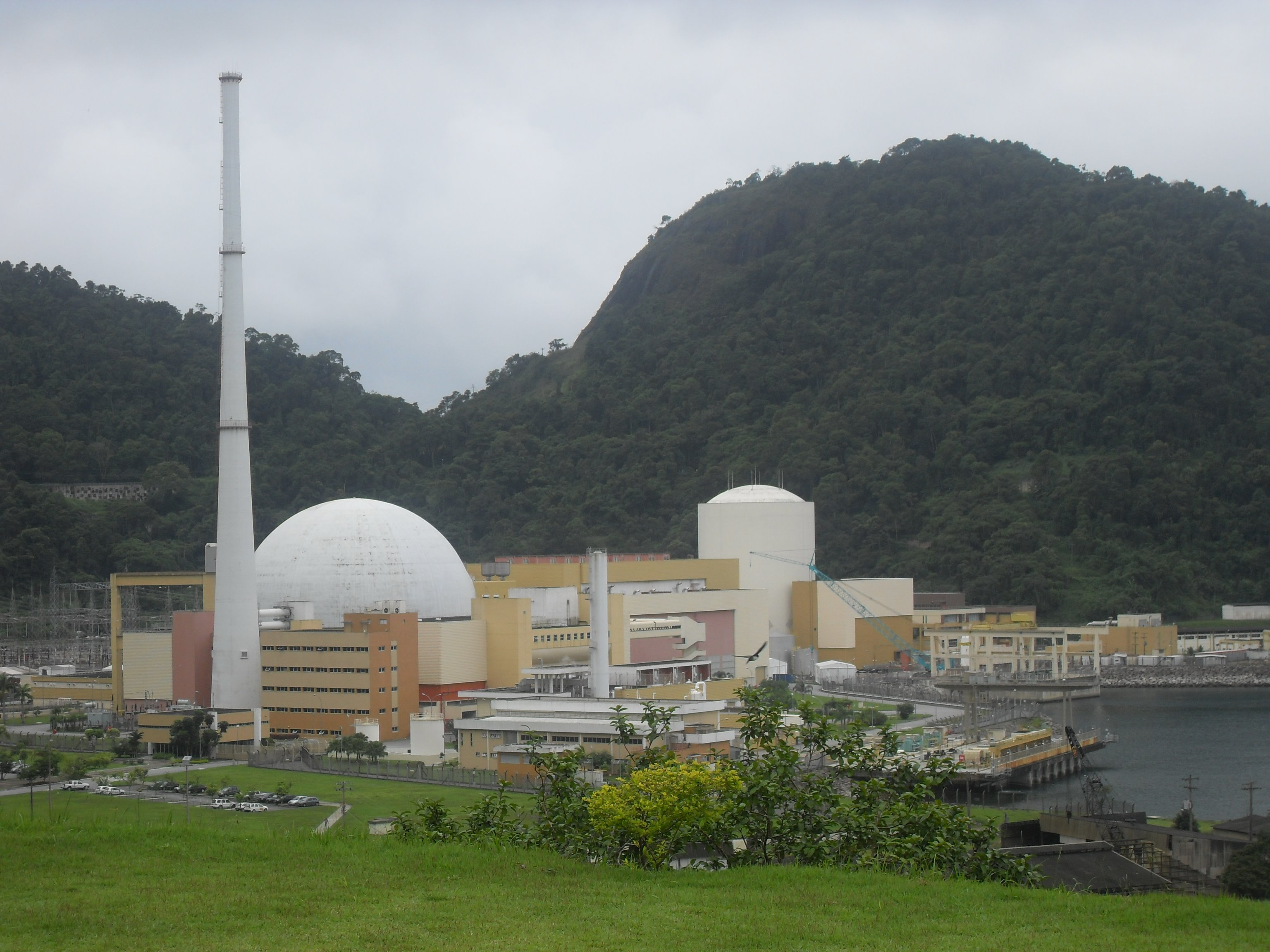
Usina Nuclear.

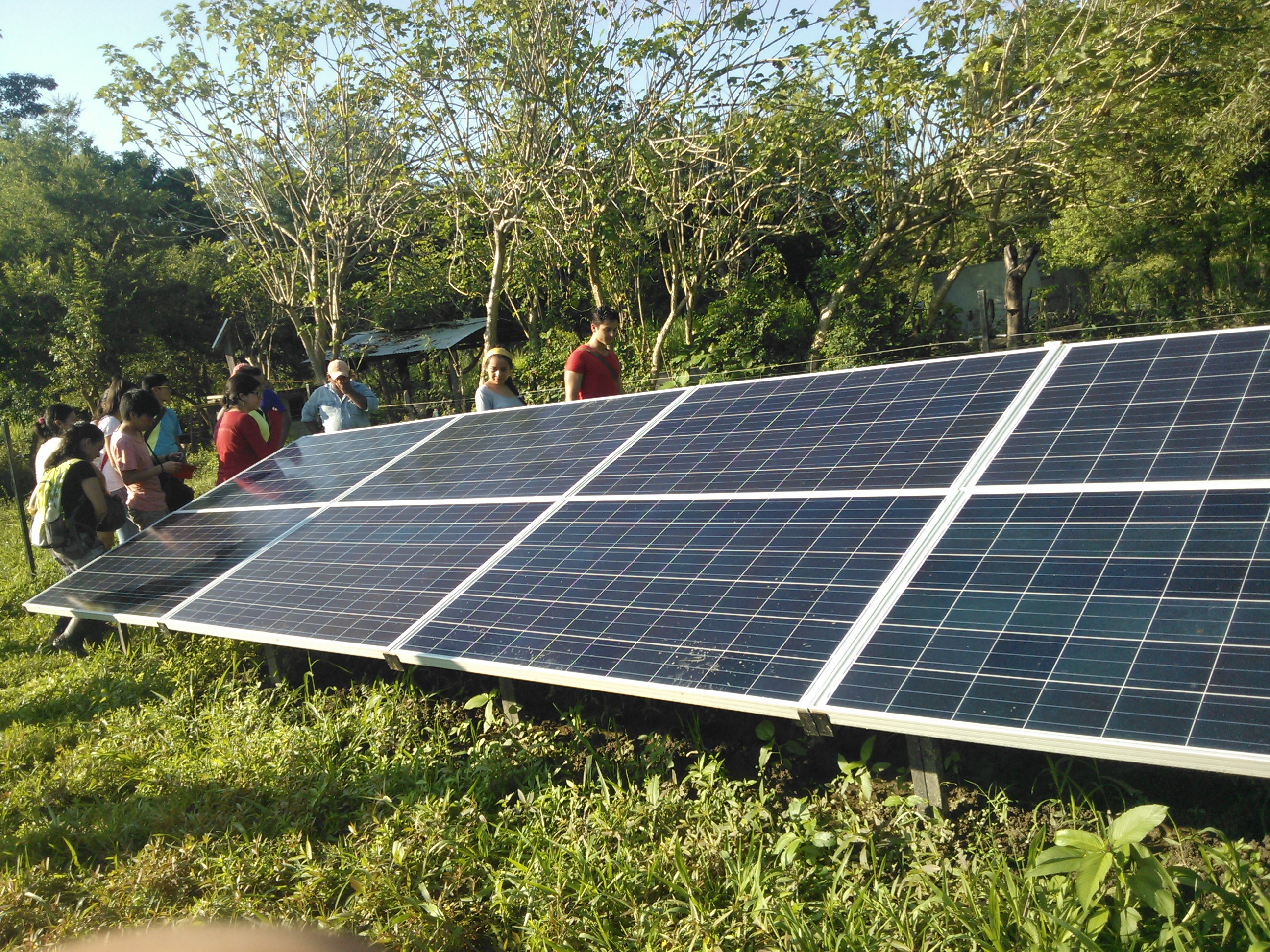
Placa fotovoltaica.

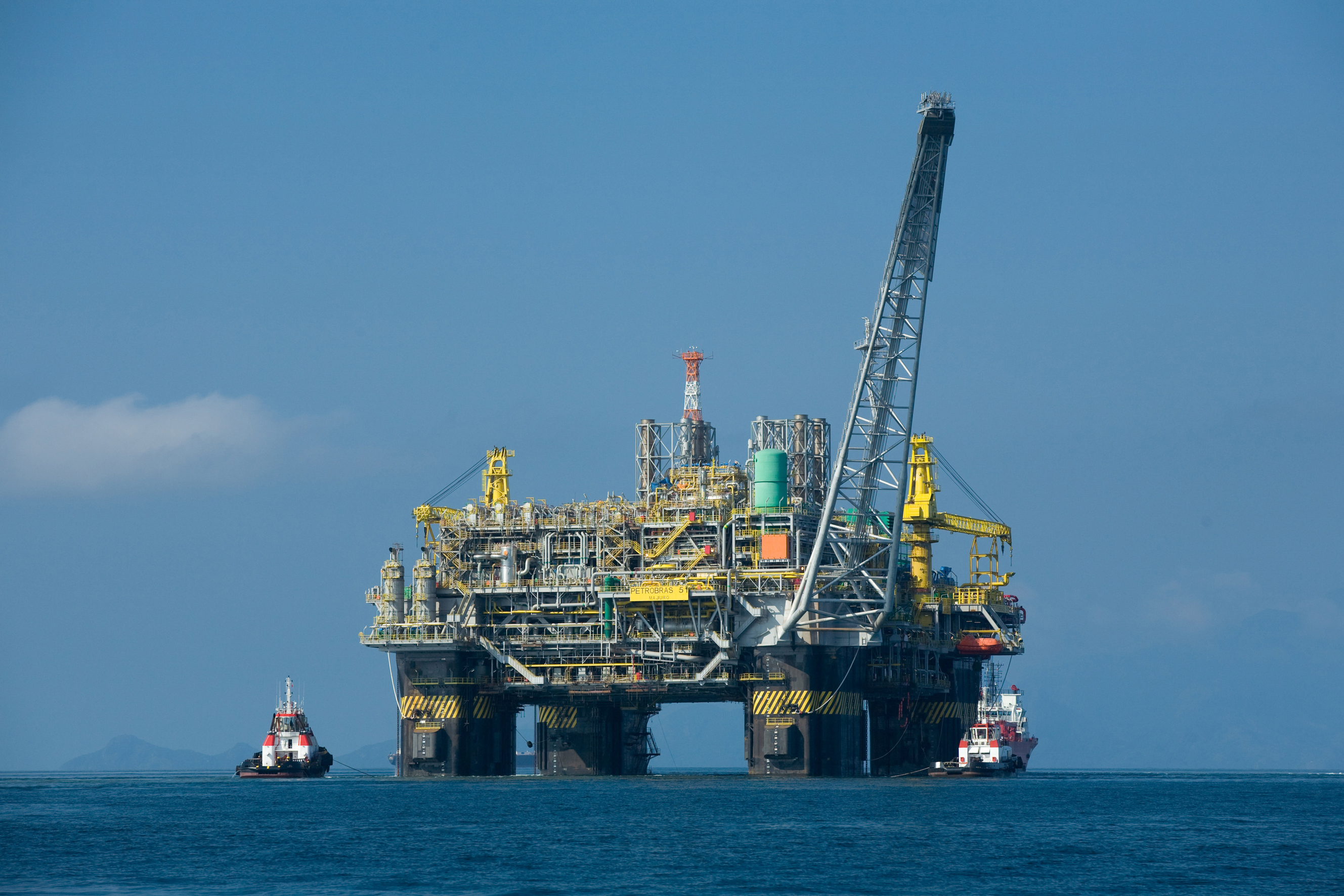
Petróleo e Gás.

2003 - O primeiro curso de graduação em Engenharia de Energia do Brasil a ser criado no Brasil foi o da UERGS (Universidade Estadual do Rio Grande do Sul) em março de 2003, localizada em Novo Hamburgo, sendo a primeira turma formada em março/2008, com o título de Engenharia de Energias e Desenvolvimento Sustentável. 
2006 - É fundada a Unipampa (Universidade Federal do Pampa), onde oferecido o curso de Engenharia de Energias Renováveis e Ambiente (Em 2016 passou a ser Engenharia de Energia), também no mesmo ano é fundada a UFABC (Universidade Federal do ABC), e entre os cursos oferecidos está a graduação em Engenharia de Energia, além do mestrado e doutorado em Energia, cujo curso de graduação segue os moldes tradicionais dos demais cursos de Engenharia.  
2007 - Iniciaram-se os cursos na  Unisinos (Universidade do Vale do Rio dos Sinos), na PUC-MG (PUC de Minas Gerais) e na Ufersa (Universidade Federal Rural do Semi-Árido). 
2008 - Foi a vez do curso de Engenharia de Energia ser criado na UnB (Universidade de Brasília), iniciado em 02/2008, e da UFGD (Universidade Federal da Grande Dourados), sendo que a primeira turma iniciou-se em 01/2009 e com Mestrado e Doutorado previstos para iniciar em 2013 e 2016, respectivamente. O programa de Pós-Graduação em Engenharia da Energia da Universidade Federal de São João del-Rei (UFSJ) em Associação Ampla com o Centro Federal de Educação Tecnológica de Minas Gerais (CEFET-MG) foi aprovado pelo Conselho Técnico Cientifico da CAPES em 14/07/2007, no nível de mestrado. O curso iniciou em 3 março de 2008. O corpo docente do programa é constituído de professores doutores do Departamento de Ciências Térmicas e dos Fluidos da UFSJ, com dedicação exclusiva. 
2009 - a UFPE (Universidade Federal de Pernambuco), criou o curso de Graduação em Engenharia de Energia, onde o curso já dispunha de um programa de pós-graduação, Mestrado e Doutorado em Energia.  
2010 - foi a vez da Universidade Federal do Rio Grande do Sul e Universidade Federal de Santa Catarina fundarem seus cursos, com previsão de Mestrado e Doutorado. E no segundo semestre, a Universidade Federal da Integração Latino-Americana fundou o curso de Engenharia de Energias Renováveis e de Energia do Brasil está também alocado na Universidade Federal de Itajubá. 
2011 - foi a vez da UNILAB (Universidade da Integração Internacional da Lusofonia Afro-Brasileira) criar o curso de Engenharia de Energias, sendo o curso abrangente de toda matriz energética brasileira. No mesmo ano a UNIFEI (Universidade Federal de Itajubá) recebe a primeira turma de graduação em Engenharia de Energia. 
2014 - A UNESP (Universidade Estadual Paulista) recebeu a primeira turma no curso de Engenharia de Energia, no Campus de Rosana. 
2015 - a Universidade Positivo e a Universidade Federal do Paraná - Setor Palotina também passam a ofertar o Curso de Engenharia de Energia, sendo as primeiras Universidades a ofertarem um curso desta modalidade no Estado do Paraná.
2016 - O Instituto Federal de Educação, Ciência e Tecnologia do Rio Grande do Norte inicia a oferta de vagas para o curso de Engenharia de Energia.
2018 - A UFRB - Universidade Federal do Recôncavo da Bahia inicia oferta de vagas para o curso de Engenharia de Energias no seu campus em Feira de Santana/BA, denominado CETENS, com foco no estudo de Tecnologias, Energias e Sustentabilidade.
2019 - O curso de Engenharia de Energia da UFPR no Setor Palotina foi avaliado com nota máxima (5) na avaliação do MEC, feita pelo Inep.

## O profissional
O engenheiro de energia recém-formado pode seguir para a pós-graduação e ter uma carreira acadêmica. Na carreira acadêmica ele pode trabalhar em Universidades (ensino e pesquisa) ou institutos de pesquisa. Ele também pode optar por trabalhar em empresas de geração, transmissão e distribuição de energia, bem como indústrias em geral (como refinarias, de alimentos, siderúrgica, energia nuclear, etc.). Há, por outro lado, profissionais que se dirigem ao empreendedorismo, abrindo sua própria empresa, em especial na área de energia. Mesmo assim, se o profissional não se enquadra nos segmentos profissionais supracitados ele pode prestar consultoria energética a quaisquer empresas (públicas ou privadas) ou instituições em geral. Deve ser também lembrado que, indústrias de transformação também podem contratar engenheiros de energia. Estes trabalharam em suas plantas para garantir o melhor desempenho energético da instalação.
O empenho do governo federal em acelerar o crescimento econômico do país traz embutida a promessa de muito trabalho para o profissional de engenharia de energia, principalmente para quem trabalha com petróleo, biomassa (etanol e outros biocombustíveis) . Os maiores empregadores são a Petrobras, Eletrobrás, usinas de etanol e biodiesel, bem como  companhias de transporte e distribuição de gás natural. As melhores oportunidades estão nos estados de forte perfil industrial e petrolífero, como São Paulo, Rio de Janeiro, Minas Gerais, Espirito Santo, Rio Grande do Norte, Bahia, Alagoas, Sergipe e agora mais recentemente, com sua expressiva industrialização,  Pernambuco. Os investimentos em usinas de etanol e biodiesel também criam boas chances de trabalho no interior de São Paulo e nas regiões Nordeste e Centro-Oeste, locais onde há grande produção de cana-de-açúcar.

## Universidades

### Pontifícia Universidade Católica de Minas Gerais (PUC Minas)
O curso de Engenharia de Energia da Pontifícia Universidade Católica de Minas Gerais – PUC Minas foi criado em 2007 com a intenção de se promover uma “revolução” no ensino da engenharia, que tem mostrado sinais de obsolescência acentuada. 
O curso foi submetido a duas avaliações no MEC realizadas através de visitas in loco. Na primeira, o curso lograra nota 4 (em uma escala de 1 a 5 sem frações). Naquele relatório, incluíram: 
“[...] O curso apresenta uma estrutura curricular inovadora, baseada em atividades integradoras [...] É uma iniciativa audaciosa, pioneira no ensino de Engenharia no Brasil e pode fornecer informações importantes para a construção de projetos pedagógicos mais modernos [...]”.
Na outra avaliação, em cujo relatório a palavra excelente aparece dezesseis vezes, o curso foi avaliado com a nota 5. 
A matriz curricular contempla, em cada período, um conjunto coerente de disciplinas - “anel”  tratando dos conteúdos específicos, que dão suporte aos projetos desenvolvidos na transdisciplina concomitante, denominada genericamente “Trabalho Acadêmico Integrador – TAI”.  
O conjunto sequencial de tais componentes passa a constituir, então, o cerne do processo pedagógico do Curso, ao redor do qual “gravitam” as demais disciplinas. Sendo assim, os Trabalhos Acadêmicos Integradores acabam representando, também, o espaço acadêmico onde as
articulações entre prática/teoria, ensino/pesquisa/extensão e respectivas reflexões alcancem sua plenitude. 
O grande diferencial do curso é, portanto,  a possibilidade dos alunos, desde o primeiro período, terem a oportunidade de desenvolver projetos de Engenharia.  
O Curso aborda de forma integrada e contextualizada aspectos fundamentais da energia que se encontram fragmentados em outras engenharias, como por exemplo, a geração, distribuição e transmissão da energia elétrica objeto de estudo da engenharia elétrica, combustíveis e combustão que são estudados na engenharia química, máquinas térmicas e hidráulicas da engenharia mecânica, entre outros.  
O engenheiro de energia formado na PUC Minas é, portanto, um “clínico geral” dos sistemas energéticos, se preparando para atuar com uma visão sistêmica e holística da energia, capaz de identificar problemas e, propor soluções, abordando um amplo espectro de conhecimentos técnico-científicos das engenharias, além dos respectivos aspectos sociais, políticos e ambientais. 

### Universidade Federal de Santa Catarina
O curso de Graduação em Engenharia de Energia da Universidade Federal de Santa Catarina (UFSC) teve inicio no ano de 2010. Localizado na cidade de Araranguá - SC, extremo sul catarinense, o curso é visto como estratégico para o crescimento da região, uma vez que o profissional ali formado recebe um ensino considerado inovador, ao incluir Ciências Térmicas, Engenharia Elétrica, Engenharia Química e Engenharia Ambiental.
O curso foi reconhecido através da Portaria nº 122, de 22 de abril de 2016, recebeu conceito 5 (máximo) no ENADE, e conceito 4 (numa escala de 1 a 5) pelo MEC. As atividades de ensino acontecem em período Vespertino e Noturno com duração de 5 anos totalizando 4320 horas-aula.
Em 2015, iniciou em Araranguá o Programa de Pós-graduação em Energia e Sustentabilidade, que contém Mestrado em Sistemas de Energia e Mestrado em Planejamento e Sustentabilidade do Sistema Energético. Ainda não conta com Doutorado, mas este deve iniciar nos próximos anos.

### Universidade Federal de Itajubá
Com enorme tradição na área de energia, a centenária UNIFEI abre o mestrado em Engenharia de Energia em 1999, com 3 linhas principais de pesquisa (energia, sociedade e meio ambiente, exploração do uso racional de recursos naturais e energia, planejamento e gestão de sistemas energéticos)
A primeira turma de graduação tem seu início em 2011. O foco da graduação na UNIFEI tende para áreas comuns à Engenharia Mecânica, diferindo-se de alguns outros cursos do Brasil. Além do ciclo básico das engenharias, a Engenharia de Energia da UNIFEI fundamenta-se principalmente nos princípios de Termodinâmica, Mecânica dos Fluidos e Transferência de Calor.
Abrigado no Instituto de Engenharia Mecânica (IEM), o curso em sua fase profissionalizante tende para termodinâmica aplicada, onde são aplicados conceitos de geração termelétrica, turbinas a gás e a vapor, geradores de vapor, cogeração e termoeconomia. No entanto, não deixa de lado as formas renováveis de energia, como eólica, solar (térmica e fotovoltaica) e biocombustíveis.
Seguindo o objetivo de tratar a energia desde sua forma primária até o uso final da energia elétrica pelo consumidor, o engenheiro de energia formado pela UNIFEI obtém noções de extração, otimização de aproveitamento, conversão e transmissão de energia. Para tanto, o curso combina  a interface mecânica dos acionadores primários de geradores de energia elétrica (turbinas hidráulicas, térmicas e éolicas) e o tratamento da energia elétrica após sua conversão (transmissão, eletrônica de potência e eficiência).
Um diferencial do curso da UNIFEI é seu enfoque nos fenômenos de transporte, que dá a oportunidade aos profissionais formados nessa instituição a trabalharem não só com a geração de energia, mas na otimização do seu consumo final (instalações de bombeamento, motores elétricos, e sistemas de refrigeração e ar condicionado).
A abertura do doutorado em Engenharia de Energia da UNIFEI está atualmente sob análise no Ministério da Educação e Cultura.

### Universidade Federal do ABC (UFABC)
Engenharia de energia na UFABC é um curso de graduação e teve sua primeira turma em 2006, sendo então uma das mais antigas na área, o que torna o curso um dos melhores dentro da universidade, com uma ótima infra-estrutura e grande base prática.  
O engenheiro de Energia formado pela UFABC se habilita a discutir e propor soluções aos desafios contemporâneos na área de conversão, transporte e uso final das mais diversas formas de manifestação de energia. Ele poderá aplicar os conhecimentos científicos e tecnológicos no desenvolvimento desse setor, considerando os fenômenos e a realidade sociocultural e econômica sob a perspectiva da sustentabilidade.
Esse profissional também estará apto a conceber, projetar e analisar sistemas energéticos e planejamentos estratégicos, identificar técnicas e tecnologias de otimização de consumo de energia em processos industriais, avaliar criticamente a operação e manutenção de sistemas energéticos (redes de distribuição e transporte), avaliar o impacto socioeconômico e político ambiental das ações privadas ou públicas, avaliar a viabilidade econômica, social e política de projetos, desenvolver, implementar e gerenciar políticas, programas e projetos nas áreas de energia e desenvolver e/ou utilizar novas ferramentas e técnicas para solução de problemas energéticos regionais ou globais.
O Engenheiro de Energia é um profissional com formação multidisciplinar que atua no planejamento, análise e desenvolvimento de sistemas de geração, transporte, transmissão, distribuição e utilização de energia. É o profissional que lida com todas as formas de energia que compõem a matriz energética brasileira – seja ela renovável, como hídrica, solar, eólica ou de biomassa, seja não renovável, obtida de petróleo, carvão, gás natural ou material radioativo, como o urânio (usado em usinas nucleares).

### Universidade Federal do Recôncavo da Bahia (UFRB)
Engenharia de Energias na UFRB é um curso de graduação autorizado através da Portaria n° 226, de 29 de Março de 2018 publicada no Diário Oficial da União em 02/04/2018.
O Engenheiro de Energias da UFRB  https://ufrb.edu.br/cetens/cursos-de-graduacao/16-interna/353-bacharelado-em-engenharia-de-energias tem como campo de pesquisa e atuação o maior centro de geração de energia eólica do país é o complexo eólico Alto Sertão I, situado na Bahia, com capacidade de gerar até 300MW; além de hidrelétricas como o Complexo Hidrelétrico de Paulo Afonso, a Usina Hidrelétrica de Sobradinho, centrais termelétricas; energia solar fotovoltáica; energia de biomassa e de marés.
O objeto de estudo do curso de graduação em Engenharia de Energias da UFRB cobre não apenas o conhecimento da tecnologia e gestão da energia, garantindo a segurança energética, mas também sensibilidade econômica e social, que passa a exigir do profissional um conhecimento de finanças e gestão, buscando assegurar a capacidade de pagamento da sociedade e a minimização do impacto ambiental, por meio da análise integrada dos recursos, compreensão das cadeias de produção e dos impactos locais, regionais e globais.
Anualmente o curso de Engenharia de Energias da UFRB promove dois eventos: a Semana Acadêmica de Engenharia de Energias e o Workshop de Energias Alternativas, que nesta edição de 2020 abordou a geração de energia OFFSHORE. O 2º Workshop de Energias Alternativas - Offshore teve 9 palestras, contou com cerca de 1.600 inscritos de 17 estados brasileiros, além de Portugal e Moçambique e atingiu a marca de 10.000 visualizações. Estiveram presentes aproximadamente 100 IES e IFES, além de 30 empresas.
É a Engenharia de Energias da UFRB: universidade pública, gratuita, inclusiva, acessível e de qualidade, cumprindo seu papel de levar conhecimento para a sociedade.

### Universidade de Brasília (UnB/FGA)
O curso de Engenharia de Energia é oferecido pela Faculdade UnB Gama (FGA) desde o segundo semestre de 2008. Quando ingressar nessa unidade, o estudante não optará imediatamente por um dos cursos de engenharia oferecidos nessa faculdade. Ao invés disso, o aluno cursará, por três períodos letivos completos, o que é denominado “Engenharia”, em que terá contato com boa parte de sua formação básica em Matemática, Física, Química e Computação. No final do terceiro período letivo o estudante fará a escolha do seu curso entre as modalidades específicas oferecidas pela Faculdade UnB/Gama. Havendo escolhido pela formação em Engenharia de Energia, o estudante continuará sua instrução básica que, gradualmente, será direcionada para disciplinas de formação específica em Termodinâmica, Transferência de Calor, Conversão Eletromecânica de Energia, Centrais de Geração Termoelétrica, Economia da Energia, entre muitas outras necessárias à sua formação. 
Universidade Federal do Paraná (UFPR)
O curso de Engenharia de Energia da UFPR está localizado na cidade de Palotina/PR, tendo iniciado em 2015. Sua grade curricular foi reformulada em 2019 para atender a todos os requisitos exigidos pelo sistema CREA/CONFEA, garantindo ao egresso todas as atribuições que o título de Engenheiro de Energia pode propiciar. Também em 2019, o curso recebeu nota máxima (5) na avaliação do MEC. Em relação ao ensino, a grade curricular dá uma forte ênfase na formação básica em engenharia, sendo preocupada em garantir a solidificação de fundamentos teóricos e práticos. A participação em grupos de estudos e pesquisas é incentivada desde o primeiro semestre, permitindo um rápido contato com temas mais avançados que venham a despertar um maior engajamento do ingressante junto às diferentes áreas de atuação do engenheiro de energia. Na pesquisa, o "carro chefe" são os Biocombustíveis Sólidos, Líquidos e Gasosos. Porém, o curso abrange também diferentes áreas que abordam outras importantes formas de exploração de recursos energéticos renováveis, como por exemplo: Energia Hidráulica, Energia Eólica, Energia Solar Térmica, Energia Solar Fotovoltaica e Tecnologia do Hidrogênio. Um destaque pode ser dado à pesquisas relacionadas a tecnologia do Hidrogênio, área na qual o curso conta com pesquisadores expoentes no cenário científico nacional, estando vinculados à Associação Brasileira do Hidrogênio (ABH2). Desafios atuais são abordados em diversos aspectos do ensino e de pesquisas vinculadas ao curso, como por exemplo: o aumento da geração distribuída e smart-grids, a instabilidade de fontes renováveis, o aumento da eficiência energética de veículos híbridos e elétricos, durabilidade de baterias, materiais alternativos para células fotovoltaicas, dentre muitos outros. A interdisciplinaridade inerente ao tema energia está presente no modus operandi do curso de Engenharia de Energia da UFPR. Esta característica é potencializada pelo forte vínculo das pesquisas desenvolvidas em sinergia com os demais cursos da UFPR, tanto no Setor Palotina, quando nos demais setores da UFPR. Universidades "vizinhas" (UTFPR, Unioeste, dentre outras) também são parceiras em diversos projetos desenvolvidos no região oeste do Paraná. Caso o egresso tenha interesse em continuar seu caminho no meio acadêmico, a UFPR/Setor Palotina apresenta ainda um vínculo com o Programa de Pós-Graduação em Bioenergia, sendo este um programa associado em rede com seguintes IES e institutos de pesquisa: Embrapa- PR, Iapar, Tecpar, UEL, UEM, UEPG, Unicentro, Unioeste, UFPR e UTFPR. 

### Universidade Estadual Paulista - UNESP
O curso de Engenharia de Energia da UNESP iniciou-se em 2014 no Campus de Rosana, na cidade de Rosana no Estado de São Paulo. O curso de Engenharia de Energia da UNESP tem como objetivo promover a formação generalista, humanista e ética do profissional habilitando-o a exercer atividades vinculadas à pesquisa, ao planejamento e a gestão dos processos de geração, transmissão, utilização de energia, em atendimento às demandas da sociedade.  O Bacharel em Engenharia de Energia formado pela UNESP reuni as competências e habilidades elencadas na Resolução CNE/CES de 11 de março de 2002, que institui as Diretrizes Curriculares Nacionais do Curso de Graduação em Engenharia. O curso é reconhecido pelo CREA e os egressos recebem o título de Engenheiro(a) de Energia e todas as atribuições do sistema CREA/CONFEA. 
O curso de Engenharia de Energia da UNESP oferece 40 vagas anuais, via vestibular da VUNESP, sendo que 50% das vagas são reservadas para alunos do ensino médio público ou técnico. O curso é integral e tem duração de mínima de 5 anos e máxima de 9 anos. Na UNESP os alunos contam com programas de permanência estudantil, que visam atribuir auxílios e desenvolver ações de apoio ao aluno para melhorar a condição de vida universitária e o desenvolvimento acadêmico dos estudantes que se encontram em situação de vulnerabilidade socioeconômica. 
O curso mescla disciplinas do núcleo básico: Cálculo, Física, Química, Estatística e Probabilidade e Computação; de formação geral: Administração, Economia e Direito; do núcleo profissionalizante: Eletrônica, Sistemas Termodinâmicos, Segurança do Trabalho, Representação Gráfica e disciplinas mais específicas como: Centrais Hidrelétricas, Energia de Biomassa, Energia Solar, Energia Eólica, Energia Nuclear, Eficiência Energética, Transmissão e Distribuição de Energia, Planejamento Energético, Sistemas de Cogeração de Energia (Guia de Profissões - UNESP). O aluno do curso realizará o estágio supervisionado de 180 horas, em empresas privadas ou públicas da área e ao final desenvolverá o Trabalho de Conclusão de Curso de 240 horas. Atualmente o curso conta com diversos laboratórios, tais como os de Física, Química, Computação, Desenho Técnico, Biocombustíveis, Sistemas Elétricos, Energia Solar e Eólica. Ao longo do curso, são realizadas aulas teóricas, práticas e visitas técnicas a fim de integrar a teoria com a prática. Além disso, os graduandos são incentivados a realizar atividades de iniciação científica, participar de projetos de extensão e de eventos acadêmico-científicos. Os alunos tem a possibilidade de fazerem aulas e visitas técnicas nas Usinas Hidrelétricas Sergio Motta e Usina Hidrelétrica de Rosana, ambas situadas no município de Rosana. 
Mais informações sobre o curso podem ser encontrados no site institucional, no instagram e na página do Facebook.    